# Брешелло
Брешелло (итал. Brescello) — коммуна в Италии, в провинции Реджо-нель-Эмилия области Эмилия-Романья. Расположена в 80 км северо-западнее Болоньи и в 25 км на северо-запад от Реджо-нель-Эмилии.
Население составляет 4918 человек (на 2002 год), плотность населения составляет 201 чел./км². На 2007 год население — 5228 человек, плотность — 218 чел./км². Занимает площадь 24 км². Почтовый индекс — 42041. Телефонный код — 0522.
Покровителем коммуны почитается святой Генезий, празднование 25 августа. 

## История
В древности Брешелло носило название Brixellum, в средние века — Bresia. Здесь 20 мая 1427 года венецианцы, под начальством Бембо, одержали решительную победу над миланцами, находившимися под предводительством Пиччинино, и благодаря ему был заключен выгодный для Венеции мир.
Городок Брешелло приобрёл мировую известность как место действия пяти фильмов о доне Камилло и Пеппоне, основанных на рассказах Джованнино Гуарески. В городе есть музей, посвящённый этим двум персонажам. Распятие, с которым говорил дон Камилло, находится в церкви Санта Мария Насченте, а на площади перед ратушей установлен памятник Пеппоне. Скульптура дона Камилло установлена перед церковью.

## Демография
Динамика численности населения:

## Известные уроженцы
- Низолио, Марио (1498—1576) — итальянский философ и гуманист.